# Peniophora crassitunicata
Peniophora crassitunicata är en svampart som beskrevs av Boidin, Lanq. & Gilles 1991. Peniophora crassitunicata ingår i släktet Peniophora och familjen Peniophoraceae.   Inga underarter finns listade i Catalogue of Life.